# Moulin de la Bellassière
Le moulin de la Bellassière se situe à Crécy-Couvé, au bord de la Blaise en Eure-et-Loir, à l'extrémité sud du canal de la Bellassière.

## Historique
C'est un moulin à blé dont l'origine remonte au XIe siècle mais il tire son originalité et son inscription aux monuments historiques de la façade apposée en 1750 sur les instructions de Madame de Pompadour qui fit transformer son apparence et son usage. Elle la modifia afin d'embellir la perspective qu'elle avait des hauteurs de son château de Crécy en faisant apposer une incroyable façade aveugle en harmonie avec le château aujourd'hui disparu.
C'est un rare exemple architectural de trompe l’œil qui subsiste, dont les éléments les plus caractéristiques sont la corniche et l'acrotère balustrade ainsi que le petit fronton triangulaire placé au-dessus du porche d'entrée. L'emplacement des fenêtres fut volontairement façonné sans qu'elles soient ouvertes.
Le moulin devint lors de la présence de la marquise de Pompadour à Crécy, la buanderie et le jardin d'hiver du château. Curieusement, on y a retrouvé un papier peint datant du milieu du XVIIIe, qui laisse entrevoir d'autres usages : une salle des fêtes pour les jeunes filles du village dotées lors de leur mariage par la marquise ou une halte dans la campagne lors des promenades de Madame de Pompadour[Interprétation personnelle ?]
Les bâtiments encore présents datent des XVIIe, XVIIIe et XIXe siècles[réf. souhaitée].

## Protection
La façade-fronton est inscrite au titre des monuments historiques par arrêté du 28 décembre 1992.

## Aujourd'hui
Ce monument privé accueille de nombreuses expositions d'artistes et d'artisans d'art.
Il abrite aussi aujourd'hui le jardin des 6 sens « Pas de sens interdit », inauguré le 24 mai 2013 par l'écrivain Didier Decoin.